# Gateway to the Americas Bridge
Die Gateway to the Americas Bridge führt über den Rio Grande und verbindet die Grenzstädte Laredo, Texas in den USA und Nuevo Laredo, Tamaulipas in Mexiko.

## Name, Lage
Andere inoffizielle Namen sind Convent Street Bridge, Laredo International Bridge I, Bridge N° 1, Old Bridge; Laredo-Nuevo Laredo Bridge 1, Puente Nuevo Laredo, Puente Laredo I und Puente Viejo.
Sie ist aber nicht zu verwechseln mit der Gateway International Bridge in Brownsville, Texas – Matamoros, Tamaulipas und der Bridge of the Americas in El Paso, Texas – Ciudad Juárez, Chihuahua.
Sie steht im Stadtzentrum am Ort der ältesten Brücke von Laredo. Rund 470 m weiter östlich steht die 1976 eröffnete Juárez-Lincoln Bridge. Außerdem gibt es stromaufwärts eine Eisenbahnbrücke sowie in rund 11 km Entfernung die 2000 eröffnete World Trade Bridge und weit vor der Stadt in rund 30 km Entfernung die 1991 fertiggestellte Laredo-Colombia Solidarity Bridge.

## Beschreibung
Die Straßenbrücke hat in beide Richtungen je zwei Fahrstreifen und breite Gehwege. Die Gehwege sind zum Schutz vor der Sonne überdacht und mit seitlichem Sonnenschutz versehen. Die mit 320 m angegebene Länge schließt den beiderseitigen Vorplatz vor der Zollabfertigung ein. Zwischen den Widerlagern ist die Brücke 264 m lang. Die Balkenbrücke hat in Längsrichtung 9 parallele Vollwandträger. Die US-Zollabfertigungsgebäude sind 2016 und 2017 grundlegend renoviert worden.
Die Brücke ist durchgehend geöffnet und – auch für Fußgänger – mautpflichtig.

## Geschichte

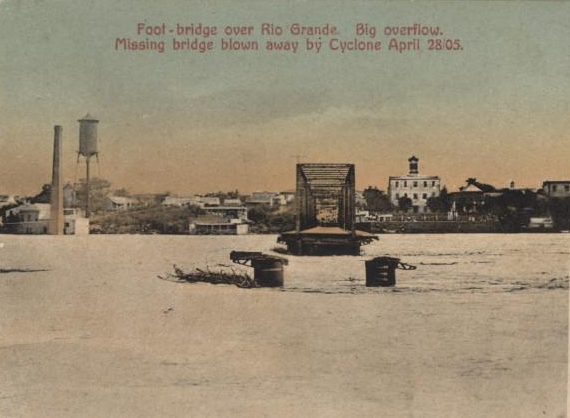
Die 1905 zerstörte Brücke

Eine in den 1880ern gebaute eiserne Fachwerkbrücke wurde 1905 und erneut 1932 durch eine von einem Hurrikan verursachte Flut zerstört. 1932 wurde eine Straßenbrücke gebaut, die 1954 wiederum infolge eines Hurrikans zerstört wurde. Die heutige Brücke wurde 1956 eröffnet.